# Li Xuanxu
Li Xuanxu (n. 5 februarie 1994, Zhuzhou⁠(d), Republica Populară Chineză) este o înotătoare ce a reprezentat Republica Populară Chineză, medaliată olimpică. A participat la 2 ediții ale Jocurilor Olimpice (2008, 2012) în care a câștigat o medalie de bronz.